# Drop a Beat
Drop a Beat è un brano musicale del musicista statunitense di musica elettronica Moby, estratto come secondo singolo dal suo omonimo album. Pubblicato nel 1992, ha raggiunto la posizione numero 6 della Billboard Hot Dance Club Play. Il pezzo era stato originariamente pubblicato da Richard Hall due anni prima nella raccolta Instinct Dance, sotto lo pseudonimo di "Brainstorm".

## Tracce
Tutti i brani sono stati composti, arrangiati, eseguiti, missati e prodotti da Richard Melville Hall.
1. Drop a Beat - 4:21
2. Drop a Beat (Mix Deep) - 5:57
3. Elecrticity - 3:27
4. UHF 2 - 4:59